# Epipactis humilior
Epipactis humilior är en orkidéart som först beskrevs av Tang och Fa Tsuan Wang, och fick sitt nu gällande namn av Sing Chi Chen och Guang Hua Zhu. Epipactis humilior ingår i släktet knipprötter, och familjen orkidéer. Inga underarter finns listade i Catalogue of Life.